# ONE PIECE 機關城的機械巨兵
《ONE PIECE 機關城的機械巨兵》是於2006年上映的第7部《ONE PIECE》電影版。

## 劇情
魯夫他們無意間在海上救了一個老婆婆，老婆婆怕他們這群海賊會殺了她，情急之下說她居住的島上有寶藏，魯夫一聽就覺得很好玩決定前往一窺究竟，不料老婆婆帶他們到的島是個到處都有機關的島，而這座島的領主拉傑特竟然就是婆婆的兒子，原本其他人還半信半疑是否真的有寶藏在聽到當地的一首搖啊搖歌謠之後，點燃了大家尋寶的希望，連拉傑特都提議希望能和魯夫他們一起揭開這裡的寶藏之謎…

## 登場人物

### 原作人物
草帽海賊團
| 角色名稱        | 配音員                              | 配音員 |
| 角色名稱        | 日本                                | 臺灣   |
| --------------- | ----------------------------------- | ------ |
| 蒙其·D·魯夫     | 田中真弓                            | 詹雅菁 |
| 羅羅亞·索隆     | 中井和哉                            | 宋克軍 |
| 娜美            | 岡村明美                            | 許淑嬪 |
| 騙人布          | 山口勝平                            | 符爽   |
| 賓什莫克·香吉士 | 平田廣明                            | 孫中台 |
| 多尼多尼·喬巴   | 大谷育江（預告片） 伊倉一惠（代演） | 詹雅菁 |
| 妮可·羅賓       | 山口由里子                          | 許淑嬪 |

### 本作人物

#### 機關島
Dr.拉傑特（Doctor Ratchet）
聲優：稻垣吾郎（日本）；曹冀魯（台灣）
機關島的島主，製作了許多防衛系統和機器人，被部下們稱為「天才科學家」。戴著附有小雨刷功能的金邊眼鏡（身上有好幾副），只要一興奮眼鏡就會起霧。幼年時期即以「征服世界」為目標，是個野心家，卻有重度的戀母情結，稱自己母親為「母親大人」。
劇中最後敗給魯夫。
正經將軍（General Maji）
聲優：加藤浩次（日本）；符爽（台灣）
拉傑特的部下，口頭禪是「寶貝」，穿著一身美國佬的裝束，外表凶惡，卻是個純情行動派，對拉傑特的命令絕對服從。
劇中最後敗給索隆。
當真上校（Colonel Honki）
聲優：山本圭一（日本）；宋克軍（台灣）
拉傑特的部下，性格粗魯卻意外注重禮貌的壯漢，口頭禪是「～是的」，戰鬥時上半身和手臂會巨大化。
劇中最後敗給香吉士。
蘿芭（Roba）
聲優：京田尚子（日本）；汪世瑋（台灣）
拉傑特之母，戴著閃亮金假牙的搞笑婆婆，在知道自己兒子的陰謀後，暗中求助魯夫，希望能夠阻止拉傑特。
權造（Gonzo）
聲優：青野武（日本）；孫中台（台灣）
拉傑特家的管家。

## 工作人員
- 原作：尾田榮一郎
- 監督：宇田鋼之介
- 腳本：伊藤正宏
- 音樂：田中公平
- 企劃：梅澤淳稔
- 作画監督・人物設計：井上榮作
- 美術監督：吉池隆司
- 自動裝置設計：大河廣行

## 音樂
（豌豆莢）
作詞：zopp；作曲・編曲：Shusui, Fredrik Hult, Jonas Engstrand, Ola Larsson；歌：NEWS

## 外部連結
- 電影官方網站（页面存档备份，存于）